# فیلم
فیلم در لغت به معنیِ «نوارِ نازک» از امولسیون فتوشیمیایی بر روی نوار سلولوئیدی گفته می‌شد و چون برای اولین بار، تصاویر متحرک، روی فیلم عکاسی ثبت می‌شد و به این وسیله، نمایش داده می‌شدند، این نام روی تصاویرِ متحرک ماند؛ البته امروز خود کلمه «فیلم» به‌طور تخصصی فقط به تصاویر متحرک گفته می‌شود که در سینما نمایش داده می‌شوند،] فیلم‌هایی که پس از پایان اکرانشان در سینما، از تلویزیون پخش شود را «فیلم سینمایی» می‌گویند و اگر از ابتدا فیلمی را مختص تلویزیون بسازند و ربطی به سینما نداشته باشد، به آن «فیلم تلویزیونی» می‌گویند.
همچنین فیلم‌هایی که به صورت چند سری (اپیزود) یا قسمت باشد
به آنها سریال می‌گویند.
در نتیجه فیلم‌ها به سه دسته شامل: فیلم سینمایی، فیلم تلویزیونی و سریال دسته‌بندی می‌شوند.
ریشه این نام در این واقعیت است که فیلم عکاسی به‌طور تاریخی عنصر اساسی رسانه ضبط و پخش تصاویر متحرک به حساب می‌آمده. تولید فیلم‌ها از طریق ضبط تصویر مردم و اشیاء واقعی با دوربین یا به وجود آوردن آن‌ها از طریق تکنیک‌های انیمیشن یا جلوه‌های ویژه است. فیلم‌ها از مجموعه‌ای از قاب‌های انفرادی تشکیل شده‌اند که زمانی که به سرعت و پشت سرهم نمایش داده می‌شوند، توهم حرکت را در بیننده به‌وجود می‌آورند. بر اثر پدیده‌ای به نام تداوم دید که بر اثر آن یک منظره برای کسری از ثانیه پس از از بین رفتن آن در حافظه می‌ماند، چشمک‌های بین تصاویر، قابل رویت نیستند. همچنین عامل ارتباط عامل دیگری است که باعث مشاهده تصاویر متحرک می‌گردد. این اثر روانی به نام حرکت بتا معروف است.
از نظر بیش‌تر کارشناسان، فیلم از انواع مهم هنر به‌شمار می‌آید. فیلم‌ها قابلیت سرگرم کردن، آموزش، روشنگری و الهام بخشیدن به بیننده را دارند. عوامل دیداری سینما، نیاز به هیچ نوع ترجمه‌ای ندارد و قدرت ارتباطات جهانی را به یک محصول تصویر متحرک می‌بخشند. هر فیلم قابلیت جذب مخاطبان جهانی را دارد به‌خصوص اگر از تکنیک‌های دوبله یا زیرنویس که گفتار را ترجمه می‌سازد، بهره جسته باشد. فیلمها همچنین محصولاتی هستند که توسط فرهنگ‌های مشخص تولید شده و آن فرهنگ‌ها را منعکس کرده و همچنین از آنها تأثیر می‌پذیرد. صنعت فیلم بیش از یک سده است که در حال بین‌المللی شدن است. یکی از واقعیت‌های جهانی سازی این است که استودیوهای بزرگ هالیوودی صاحب سینماهای زیادی در کشورهای دیگر هستند بنابراین می‌توانند از فروش گیشه‌های بین‌المللی خود به صورت مستقیم درآمد به دست بیاورند. آن نوع فیلم‌های گران‌قیمت پرفروشی که هالیودد امروزه تمایل به ساخت آن دارد نمی‌توانند تنها از راه فروش در بازارهای داخلی هزینه‌های تولید خودشان را برگردانند آن‌ها نیاز به فروش در گیشههای بین‌المللی دارند تا بتوانند سود تولید کنند.

## واژه‌شناسی
کلمهٔ film از زبان انگلیسی به همه زبان‌های اروپا راه یافته است، تلفظ انگلیسیِ آن /فِلم/ است که در فارسی افغانستان (دری) رایج است، لیکن تلفظ فرانسویِ آن /فیلم/ است که در فارسی ایرانی اینگونه رواج دارد، منشأ این اختلاف، سابقه و تاریخچه متفاوت ورود و توسعه صنعت سینما در کشورهایی است که زبان مذکور را دارند.

## تاریخچه فیلم

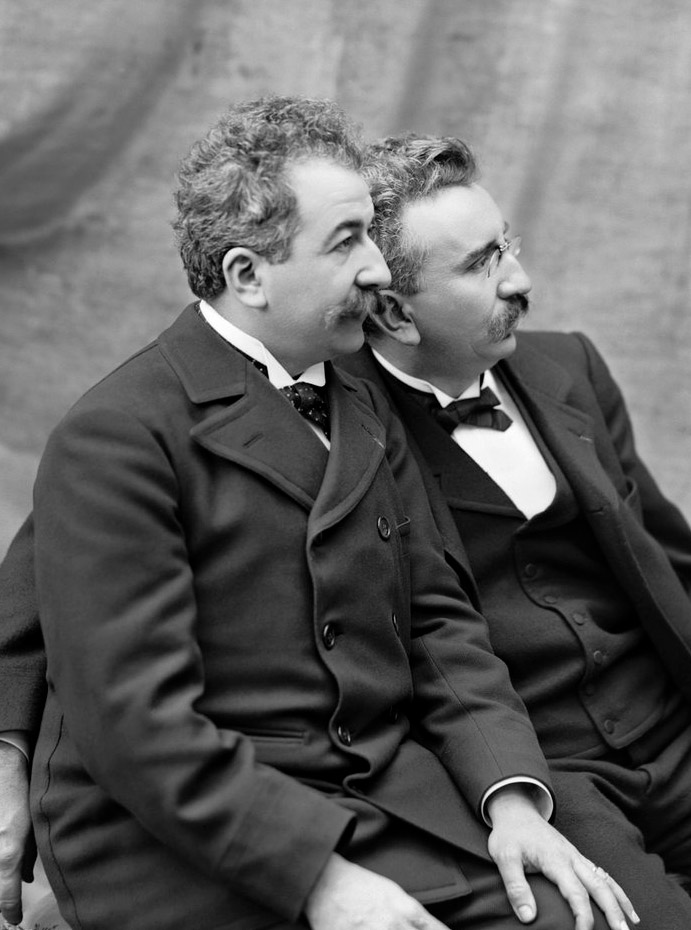
برادران لومیر

در اوایل دهه ۱۸۶۰ میلادی، با استفاده از وسایلی مانند زنده‌گرد و پراکسینوسکوپ، سازوکارهای تولید مصنوعی به وجود آمد و تصاویر دوبعدی متحرک به نمایش درآمدند. این ماشین‌ها از انواع تکامل یافتهٔ ابزارهای سادهٔ اپتیکی مانند توری‌های سحرآمیز بودند. این ابزار توان نمایش متوالی تصاویر با سرعتی را داشتند که در آن تصاویر به شکل متحرک به نظر می‌رسیدند. این پدیده، ماندگاری منظر نام گرفت. طبیعتاً، تصاویر می‌بایست به‌طور دقیق طراحی می‌شدند تا اثر مورد نظر را داشته باشند، به همین منظور اصول زیربنایی خاصی به‌عنوان بنیان ساخت فیلم انیمیشن در نظر گرفته شدند.
با پیشرفت فیلم سلولوئید به منظور عکاسی ثابت، امکان گرفتن عکس از اشیاء متحرکی که در حال حرکت بودند نیز ممکن شد. در مراحل اولیه فناوری گاهی لازم بود که شخص بیننده برای مشاهده تصاویر، در داخل دستگاه مخصوصی نگاه کند. در دهه ۱۸۸۰ میلادی، با ساخته شدن دوربین تصاویر متحرک، گرفتن تصاویر تکی و ضبط آنها بر روی یک حلقه ممکن شد که به سرعت به اختراع پروژکتور تصویر متحرک انجامید. این دستگاه نور را از فیلم پردازش و چاپ شده می‌گذراند و با کمک بزرگ‌نمایی اپتیکی «تصاویر در حال حرکت» را بر روی پرده‌ای (معمولاً نقره‌ای رنگ) نمایش می‌داد. این حلقه‌های فیلم‌های نمایش داده شده به نام «تصاویر متحرک» معروف شدند. نخستین فیلم‌های تصاویر متحرک، حالت صحنه ایستا داشتند و در آنها یک حادثه یا عمل، بدون هیچ‌گونه ویرایش کردن یا دیگر تکنیک‌های سینمایی، به نمایش درمی‌آمدند.
تصاویر متحرک تا پایان سدهٔ ۱۹ میلادی، تنها به‌عنوان هنر دیداری به حساب می‌آمدند. اما ابتکار فیلم‌های صامت ذهنیت مردم را نیز در اختیار گرفته بود. در آغاز سدهٔ ۲۰ میلادی، رفته رفته ساختار داستانی فیلم‌ها شکل گرفت. در این دوره فیلم‌هایی به صورت صحنهٔ دنباله‌دار ساخته شدند که در مجموع یک داستان را نقل می‌کردند. سپس این صحنه‌ها جای خود را به صحنه‌های چندگانه از زوایا و ابعاد متفاوت دادند. تکنیک‌های دیگر مانند حرکت دوربین نیز به‌عنوان راه‌های اثرگذار در بیان داستان فیلم به کار گرفته شدند. صاحبان سالن‌های تئاتر نیز به جای این‌که تماشاگران را در سکوت نگاه دارند، با در اختیار گرفتن یک پیانیست یا نوازندهٔ ارگ یا یک ارکستر کامل، به نواختن موسیقی، متناسب با فضای هر صحنه فیلم اقدام می‌نمودند. در آغاز دههٔ ۱۹۲۰ میلادی، همراه بیش‌تر فیلم‌ها، فهرست موسیقی‌های فیلم هم عرضه می‌شدند. در محصولات شاخص، این موسیقی‌ها با فیلم عرضه می‌گردید.
رشد صنعت سینما در اروپا با بروز جنگ جهانی اول متوقف گردید و این در حالی بود که صنعت فیلم در ایالات متحده با ظهور هالیوود به شکوفایی رسید. به‌هرحال در دهه ۱۹۲۰ میلادی، فیلم‌سازان اروپائی مانند سرگئی آینشتاین و فردریش ویلهلم مارنائو به همراهی مبتکر آمریکایی دی. دبلیو. گریفیت و دیگران، به ارتقاء سطح این رسانه پرداختند. در دههٔ ۱۹۲۰ میلادی، فناوری‌های نو، الصاق حاشیهٔ صوتی گفتار، موسیقی و افکت‌های صوتی متناسب با نوع صحنه به فیلم را ممکن ساختند. این فیلم‌های صوت‌دار در آغاز با نام «تصاویر با صدا» یا «تاکیز» شناخته می‌شدند.
پیشرفت مهم بعدی در صنعت سینما، معرفی رنگ بود. اگرچه اضافه شدن صدا، به سرعت گسترش یافت اما رنگ به تدریج مورد استفاده قرار گرفت. بیشتر مردم رنگی بودن فیلم برایشان مهم نبود. اما هم‌چنان‌که روش‌های پردازش رنگ بهبود می‌یافت و در مقایسه با فیلم‌های سیاه و سفید قابل رقابت‌تر می‌گشتند، فیلم‌های رنگی بیش‌تر و بیش‌تر تولید می‌شدند. این زمان هنگام پایان جنگ جهانی دوم بود. فیلم سازان آمریکایی رنگ را به‌عنوان عنصر اصلی جذب مخاطب تشخیص دادند و از آن در رقابت با تلویزیون (که تا اواسط دهه ۱۹۶۰ میلادی به صورت رسانه‌ای سیاه و سفید باقی‌مانده بود) مورد استفاده قرار داد. در پایان دهه ۱۹۶۰ میلادی، رنگ به‌عنوان شیوه عادی کار فیلم‌سازان مطرح شد.
دهه‌های ۱۹۵۰، ۱۹۶۰ و ۱۹۷۰ میلادی شاهد تغییرات در روش تولید و سبک فیلم بودند. هالیوود جدید، موج جدید فرانسوی و ارتقاء فیلم‌های فیلم‌سازان تحصیل‌کرده و مستقل؛ همه و همه از دگرگونی‌هایی بودند که فیلم، آن‌ها را در نیمه دوم سده ۲۰ میلادی تجربه نمود.
در پایان سده ۲۰ و در آستانه ورود به سده ۲۱ میلادی، فناوری دیجیتال و استفاده از رایانه‌ها، انقلابی در روش تهیه، پخش و نمایش فیلم پدیدآورد. استفاده از رایانه‌ها برای ساختن جلوه‌های ویژه، پویانمایی‌های پیچیده و ضبط و پخش صدا نزدیک به واقعیت صحنه، دگرگونی‌های فراوانی را سبب شد.
در آغاز دهه ۲۱ میلادی تلاش‌هایی برای تلفیق فیلم و واقعیت مجازی در جریان است.
صنعت فیلمسازی در ایران بیش از صد سال است که راه اندازی شده است.

## نظریه فیلم
نظریه فیلم در جستجوی بسط مفاهیم مختصر و سیستماتیک که بر مطالعه فیلم/سینما به‌عنوان یک هنر دلالت دارند، است. تئوری‌های کلاسیک فیلم چهارچوبی ساختاری در خصوص موضوعات کلاسیک تکنیک‌های داستان سرائی، دایجشیز، قوانین سینما، «تصویر»، دسته، فردیت و تألیف فراهم می‌آورد. اکثر تجزیه و تحلیل‌های جدید به مسائلی از قبیل روش تحلیل روانی تئوری فیلم، ساختارگرایی تئوری فیلم، تئوری زن سالاری فیلم و دیگر موارد مشابه توجه نشان داده‌اند.

## نقد فیلم
نقد فیلم به معنی تحلیل و ارزیابی فیلم است. به صورت کلی، نقد را می‌توان به دو گروه تقسیم نمود؛ نقادی فیلم توسط افراد صاحب‌نظر در رشتهٔ فیلم‌سازی و نقادی روزنامه‌ای که به صورت روزمره در روزنامه‌ها و دیگر رسانه‌ها دیده می‌شود.
منتقدان فیلم که برای روزنامه‌ها، مجلات و رسانه‌های گروهی کار می‌کنند، به‌طور عمده بر روی فیلم‌های جدید نظر می‌دهند. آن‌ها به صورت عادی فقط یک‌بار فیلم مورد نظر را دیده و فقط یک یا دو روز وقت دارند تا نظر خود را ارائه نمایند. علی‌رغم این موضوع، منتقدان تأثیری عمده بر فیلم‌ها دارند به‌خصوص آن‌هایی که دارای یک نوع خاص هستند. فیلم‌های پر طرفدار اکشن، ترسناک. کمدی کمتر مورد قضاوت منتقدان قرار دارند. از سوی دیگر خلاصه طرح و شرح و بسط یک فیلم که موضوع اصلی مرور آن به حساب می‌آیند نیز تأثیر عمده‌ای بر انتخاب فیلم توسط بینندگان دارد. در فیلم‌های معتبر مانند درام، تحت تأثیر قرار دادن بیننده از اهداف اصلی و بسیار مهم محسوب می‌گردد. تحلیل‌های ضعیف، گاهی یک فیلم را تا درجه گمنامی و زیان مالی پیش می‌برند. نشریات تخصصی زیادی در زمینه نقد فیلم در جهان وجود دارند. به عنوان مثال کایه دو سینما (به فرانسوی:Cahiers du cinéma، به معنی دفترچه‌های سینما) یک مجله سینمایی اثرگذار و معتبر فرانسوی است که در سال ۱۹۵۱ توسط آندره بازن، ژاک دونیول-والکروز و ژوزف-ماری لودوکا بنیان گذاشته شد. ماهنامه فیلم مجله اثرگذار و معتبر ایرانی. این ماهنامه از سال ۱۳۶۱ شروع به فعالیت کرد و بهمن ماه ۱۴۰۰ چهل ساله شد. صاحب امتیاز و مدیر مسئول این نشریه مسعود مهرابی بود. هم‌اکنون پویا مهرابی، فرزند وی این مسئولیت را بر عهده دارد. این نشریه پایدارترین رسانه خصوصی ایران است. تأثیر نظرات یک منتقد بر روی نحوه عملکرد اکران یک فیلم مشخص محل بحث دارد. برخی ادعا می‌کنند که امروزه نحوه بازاریابی سینما به‌گونه‌ای گسترده و فشرده و از نظر مالی برنامه‌ریزی شده است که منتقدان توان اثرگذاری بر آن را ندارند؛ ولی به‌هرحال، مردودیت فاجعه بار برخی فیلم‌هایی که به نحو گسترده‌ای بر موفقیت آن‌ها سرمایه‌گذاری شده بود بر اثر نقادی تند آن‌ها و همچنین موفقیت غیرقابل پیش‌بینی فیلم‌های مستقلی که نقد مثبت داشته‌اند، نشانگر این موضوع است که تأثیر نظرات منتقدان می‌تواند اثرات بسیار عمیقی داشته باشد. برخی دیگر اعتقاد دارند که نقد مثبت فیلم باعث ایجاد اشتیاق در بینندگان فیلم‌های کم شهرت بوده است. برعکس، فیلم‌های متعددی وجود داشته‌اند که شرکت‌های فیلم‌ساز به‌قدری به آن‌ها بی‌اعتماد بوده‌اند که به جهت جلوگیری از افت فروش، به منتقدان اجازه ارائه نظراتشان را نداده‌اند. به‌هرحال، این کار نتیجه منفی داشته و منتقدینی که نسبت به این تاکتیک حساس بوده‌اند، به جامعه هشدار داده‌اند که این فیلم ارزش دیدن را ندارد که در نتیجه این‌گونه فیلم‌ها اقبال چندانی نیافتند.
مسئلهٔ مورد مناقشه آن است که منتقدان روزنامه‌ای فیلم را باید مرورگر فیلم نامیده و منتقدان واقعی فیلم آن‌هایی هستند که به صورت آکادمیک به نقد فیلم می‌پردازند. این روش فکری را معمولاً به نام نظریه فیلم یا مطالعات فیلم می‌شناسند و از ابتدای دهه شصت شمسی بنیانگذاران ماهنامه سینمایی فیلم در ایران سعی داشتند تا به صورت حرفه ای به آموزش آکادمیک مفاهیم سینمایی بپردازند و با این کار جوانان بسیاری تربیت شدند. تلاش اصلی منتقدان، فهم روش کارکرد فیلم و تکنیک‌های فیلم‌برداری و تأثیرات آن‌ها بر روی مردم است. نتیجهٔ کارکرد منتقدان بیش از آن‌که در روزنامه‌ها چاپ یا در تلویزیون نمایش داده شود، در ژورنال‌های تخصصی و گاهی نیز در مجلات معتبر جامعه ارائه می‌گردند. همچنین گاهی منتقدان با کالج‌ها و دانشگاه‌ها همکاری می‌نمایند.

## صنعت تصاویر متحرک

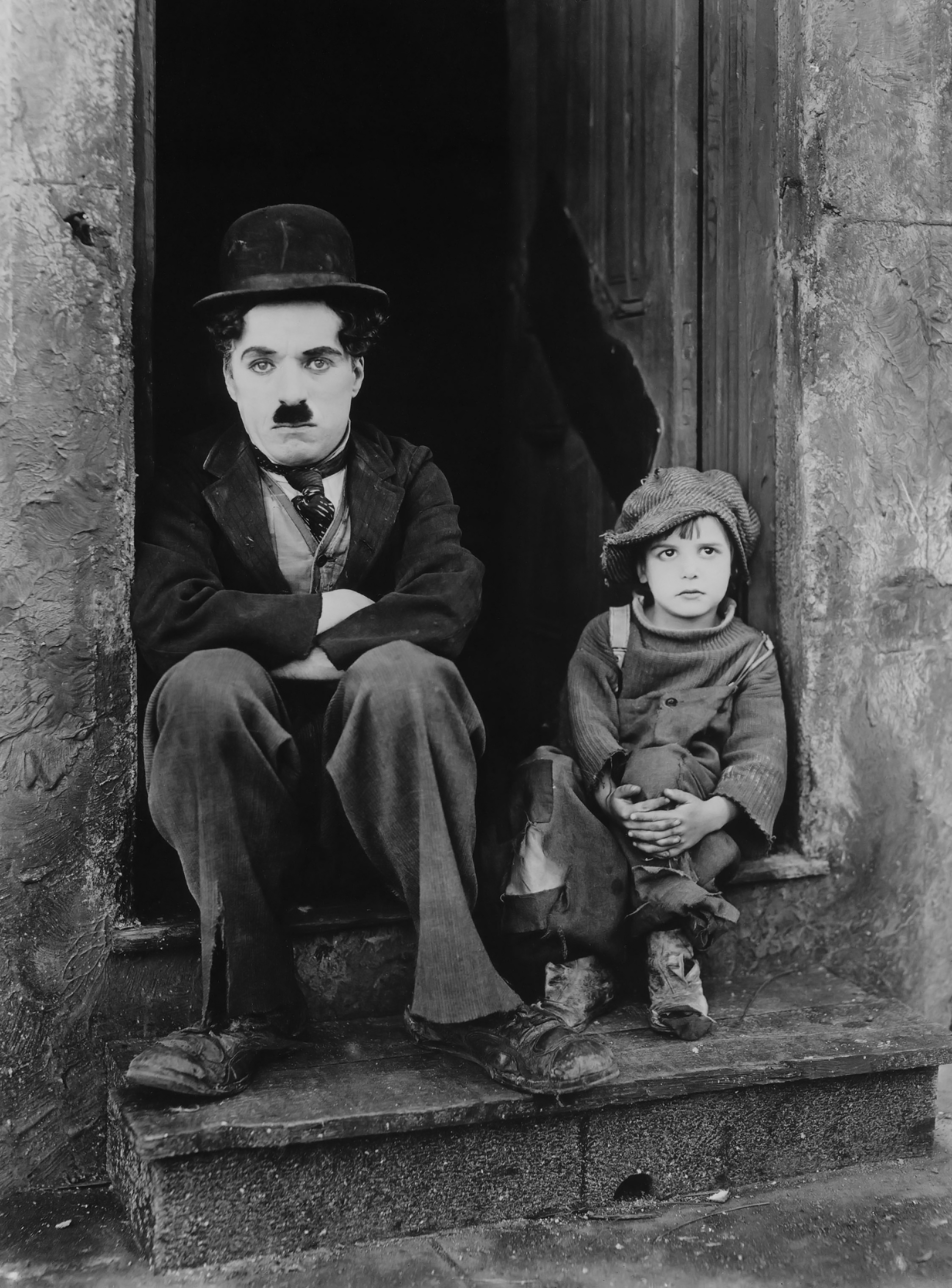
چارلی چاپلین

بلافاصله پس از ابداع صنعت پردازش، حرفه ساخت و نمایش تصاویر متحرک به‌عنوان منبع کسب درآمد مطرح گردید. پس از مشاهده نتیجه موفقیت‌آمیز ابتکار جدید خود و محصول خروجی آن در فرانسه، برادران لومیر اقدام به برگزاری تور دور قاره اروپا به منظور به نمایش‌گذاری خصوصی اولین فیلم‌های خود برای عَوام و خواص جوامع نمودند. آن‌ها در هر کشور به‌طور عادی مناظری جدید از محلات را به آلبوم خود اضافه نموده و خیلی سریع طرف‌های تجاری در کشورهای مختلف اروپا پیدا نمودند تا خریدار وسایل و عکس‌های آن‌ها بوده و در امر صادرات، واردات و تجاری کردن محصولات صحنه‌ای یاور آنان باشند. در سال ۱۸۹۸، نمایش احساس اوبرامرگوا اولین فیلم تجاری شد که تا آن زمان تولید گشته بود. به زودی فیلم‌های دیگر نیز ارائه گشتند تا صنعت فیلم به‌عنوان صنعتی نو و مستقل جهان واریته را تحت‌الشعاع قرار دهد. شرکت‌های اختصاصی جهت تولید و توزیع فیلم به وجود آمدند و این در حالی بود که بازیگران سینما از محبوبیت بسیار زیادی برخوردار گشته و اجرت‌های سنگینی را برای بازی در فیلم‌ها طلب می‌نمودند. قبل از آن یعنی در سال ۱۹۱۷، چارلی چاپلین قراردادی برای حقوق سالیانه یک میلیون دلار منعقد نموده بود.
امروزه در ایالات متحده، عمده صنعت فیلم‌سازی در اطراف هالیوود متمرکز شده است. همچنین مراکز محلی سینمایی در بسیاری از مناطق جهان به وجود آمده‌اند و به‌عنوان مثال صنعت فیلم‌سازی هندوستان که مرکز آن در حوالی «بالیوود» قرار دارد که در سال بیش‌ترین تعداد فیلم در جهان را تولید می‌نمایند. این‌که اگر در سال ده هزار فیلم با خصوصیات مثبت توسط صنایع سان فرناندو ولی پورنوگرافی تولید شوند، نکته قابل مناقشه آن است که این فیلم‌ها بایستی تعیین صلاحیت شوند. اگر چه هزینه‌های تولید فیلم باعث هدایت تولیدات سینما به سمت تمرکز در تحت نظر استودیوهای سینمایی گردید، پیشرفت‌های جدید در مقرون به صرفه ساختن تجهیزات ساخت فیلم باعث شکوفایی تولیدات مستقل فیلم شد.
سود به‌عنوان یک عامل کلیدی در هر صنعتی مطرح است، با توجه به ماهیت هزینه‌بر و مخاطره‌آمیز بودن فیلم‌سازی، برای ساخت بسیاری از فیلم‌ها نیاز به هزینه‌های بیش از حد دارد. یک مثال منفی این مورد فیلم واتر ورلد کوین کاستنر است. با این حال، تلاش بسیاری از فیلم‌سازان به دنبال خلق آثاری است که از لحاظ اجتماعی مقبولیت پیدا نمایند. جایزه دانشگاهی (که به نام «اسکار» نیز شناخته می‌شود) مهم‌ترین جوایزی است که در ایالات متحده به فیلم‌های برتر اعطاء گشته و براساس شایستگی‌های هنری آن باعث شناسائی جهانی آن فیلم می‌گردد. همچنین، فیلم‌ها به سرعت جای خود را در آموزش، به جا و در کنار صحبت‌ها و متون استاد باز نمودند.

## مراحل فیلم‌سازی
تعداد و نوع کارکنان لازم جهت تهیه فیلم بستگی به ماهیت آن دارد. بسیاری از فیلم‌های حادثه‌ای هالیوود نیاز به صحنه سازی‌های کامپیوتری (سی.جی. آی) دارند که توسط یک دوجین عوامل قالب‌های سه بعدی، انیمیشن کارها، روتوسکپی کارها و سازندگان تدارک می‌گردند. به‌هرحال، یک فیلم کم خرج مستقل توسط عوامل اصلی که معمولاً دستمزد کمی هم دارند قابل ساخت است. کار فیلمسازی در تمام نقاط دنیا با استفاده از فناوری‌ها، سبک‌های بازی و اقسام آن در حال انجام است. بودجه برخی از این فیلم‌ها بسیار زیاد و در حد تعهد دولتی است مانند نمونه‌هایی در چین و در مقابل برخی دیگر در حد فیلم‌سازی در سیستم استودیوی آمریکا هزینه‌بر هستند.
مراحل مرسوم فیلم‌سازی در ایران شامل پنج مرحله اساسی است:
1. فیلمنامه‌نویسی
2. پیش تولید
3. تولید
4. پس تولید
5. توزیع (اکران)

مدت زمان لازم برای این مراحل معمولاً سه سال است. سال اول صرف مرحله «ارتقاء» است. در سال دوم مراحل «قبل از تولید» و «تولید» به انجام می‌رسند. سال سوم نیز به مراحل «بعد از تولید» و «توزیع» اختصاص می‌یابد.

## عوامل فیلم

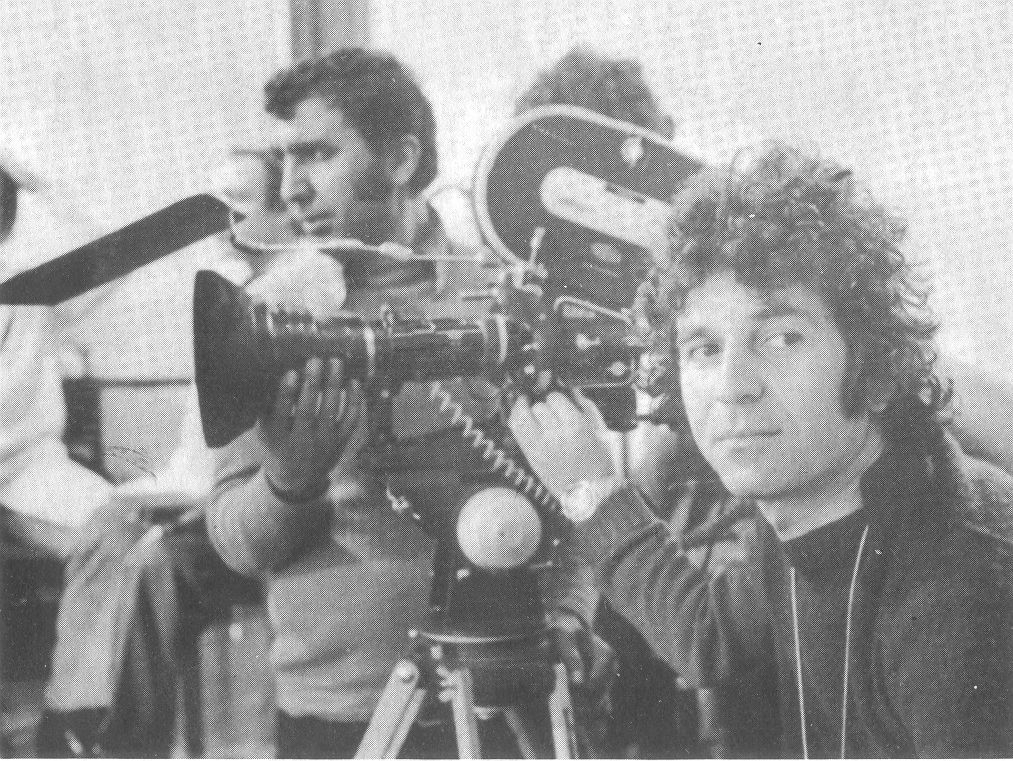
داریوش مهرجویی در پشت صحنهٔ فیلم‌برداری

عوامل فیلم عبارت‌اند از گروهی از مردم که به منظور تولید یک فیلم یا پروژه تصویر متحرک توسط شرکت فیلم‌ساز یا تهیه‌کننده فیلم استخدام می‌شوند. نظیر «پخش»، «بازیگران» که در جلوی دوربین ظاهر می‌شوند و افرادی که برای شخصیت‌های فیلم صداسازی می‌نمایند و…

## فیلم‌سازی مستقل
فیلم‌سازی مستقل معمولاً در خارج از هالیوود و دیگر سیستم‌های استودیویی انجام می‌شود. یک فیلم مستقل (یا فیلم هند و چین) فیلمی است که در ابتدا بدون برنامه‌ریزی مالی و توزیع حمایت شده از سوی استودیوهای فیلم‌سازی عظیم ساخته می‌شود. خلاقیت، تجارت و دلایل تکنولوژیکی تماماً از عوامل رشد فیلم‌های هند و چین در اواخر سده ۲۰ و اوایل سده ۲۱ به حساب می‌آیند.
از منظر خلاقیت، جلب حمایت استودیوها برای فیلم‌های آزمایشی بسیار دشوار است. وجود اجزای آزمایشی در موضوع و سبک از جمله مسائل ممنوعه استودیوهای بزرگ فیلم‌سازی هستند.
از لحاظ کاری، بودجه‌های سنگین استودیوهای فیلم‌سازی نیز آن‌ها را به سوی انتخاب‌های محافظه‌کارانه در مسائل مربوط به پخش و گزینش عوامل سوق می‌دهد. این مشکل با در نظر گرفتن مسائل مشارکتی شرکت‌ها نیز بیش‌تر تشدید می‌گردد. (مشارکت از ۱۰٪ در سال ۱۹۸۷ به حدود دو سوم فیلم‌ها در سال ۲۰۰۰ توسط شرکت برادران وارنر افزایش پیدا کرده است. یک مدیر تولید ناشناس تا زمانی که تجارب موفقی در فیلم‌سازی صنعتی یا تلویزیون نداشته باشد، تقریباً هیچگاه در استودیوها پذیرفته نمی‌شود. استودیو ها همچنین از هنرپیشگان غیرمعروف در فیلم‌های خود و به‌خصوص در نقش‌های کلیدی استفاده نمی‌نمایند.
تا زمان ابداع دیجیتال، هزینه‌های تجهیزات حرفه‌ای فیلم و نگاه‌داری آن‌ها نیز از جمله موانع اصلی در تولید، مدیریت، یا بازیگری در فیلم‌های استودیوهای سنتی به‌شمار می‌آمد. سرعت بالا رفتن هزینه‌های ساخت یک فیلم ۳۵ میلی‌متری از نرخ تورم نیز افزون است. تنها در سال ۲۰۰۲ و بنا به گزارش مجله ورایته هزینه نگاتیو فیلم ۲۳٪ افزایش نشان داده است. فیلم‌ها همچنین نیازمند صرف هزینه‌های سنگین روشنائی و تجهیزات مربوط به مرحله پس تولید هستند.
ابداع دوربین‌های مصرفی کمکوردر در سال ۱۹۸۵ و از آن مهم‌تر به بازار آمدن ویدئوی دیجیتال کیفیت بالا در اوایل دهه ۱۹۹۰، موانع تکنولوژیکی تولید فیلم را تا حد زیادی کاهش دادند. در این راستا هزینه‌های مراحل تولید و پس از تولید نیز به نحو شایسته‌ای کاهش یافتند؛ امروزه، تجهیزات سخت‌افزاری و نرم‌افزاری مربوط به مرحله پس از تولید را می‌توان بر روی یک کامپیوتر شخصی نصب نمود. فناوری‌هایی مانند دی وی دی، اتصالات فایر وایر و سیستم غیرخطی ویرایش، همچنین نرم‌افزارهای حرفه‌ای مانند ادوبی پریمیر و فاینال کات شرکت اپل و آی مووی، امر فیلم‌سازی را به صورتی کم هزینه میسر ساخته است.
از زمان معرفی فناوری دی وی، امر تولید بیش از پیش مردمی گشت. در حال حاضر فیلم‌سازان این امکان را دارند که کار فیلم‌برداری و ویرایش یک فیلم، تولید و ویرایش صدا و موسیقی و میکس نهائی را بر روی یک کامپیوتر خانگی انجام دهند. به هر حال، در عین حالی که روش‌های تولید مردمی گشته‌اند، مسائلی مانند بودجه‌بندی، توزیع و بازاریابی هنوز مشکل و در قالب سیستم سنتی انجام می‌پذیرند. بسیاری از فیلم‌سازان مستقل برای جلب توجه عموم به فیلم خود و فروش آن بروی جشنواره‌ها حساب می‌کنند.

## انیمیشن

انیمیشن نام تکنیکی است که در آن هر فریم فیلم به صورت انفرادی چه به صورت یک گراف
یک کامپیوتری یا عکاسی از یک تصویر یا ایجاد تغییرات مکرر کوچک در یک واحد مدل (قسمت کلای میشن و استاپ موشن) تولید و سپس فیلم‌برداری نتیجه توسط یک دوربین مخصوص انجام می‌پذیرد. هنگامی‌که فریم‌ها به صورت سلسله‌وار به هم متصل شدند، فیلم حاصله را با سرعت ۱۶ فریم در ثانیه یا بیشتر ملاحظه می‌نمایند. نتیجه آن خواهد بود که این تصاویر بر اثر قانون ماندگاری تصویر به صورت متحرک به نظر می‌رسند. اگرچه توسعه انیمیشن کامپیوتری باعث سرعت بخشیدن به این مراحل گردیده ولی باز هم تولید چنین فیلمی مستلزم کار زیاد و خسته‌کننده است.
فرمت‌های فیلم از قبیل جی.آی. اف، کوئیک تایم، شاک ویو و فلاش امکان دیدن انیمیشن بر روی کامپیوتر یا بر روی اینترنت را فراهم می‌سازد.
نظر به این‌که ساخت انیمیشن خیلی زمان‌بر و گاه خیلی هزینه‌بر است، بسیاری از انیمیشن ساخته شده برای تلویزیون و سینما توسط استودیوهای حرفه‌ای انیمیشن تولید می‌گردند. به‌هرحال، زمینه تولید انیمیشن مستقل از حداقل دهه ۱۹۵۰ با تولید انیمیشن‌های تولیدی استودیوهای مستقل (و گاهی توسط افراد مستقل) نیز انجام می‌پذیرفته است. بسیاری از تولیدکنندگان مستقل انیمیشن بعدها وارد صنعت حرفه‌ای انیمیشن گردیدند.
انیمیشن محدود روشی جهت افزایش تولید و کاهش هزینه‌های انیمیشن از طریق استفاده از میان برها در مراحل پردازش انیمیشن محسوب می‌گردد. این روش ابتدا توسط شرکت یو.پی. ای به کار گرفته شد و سپس توسط هانا باربرا مرسوم (یا به اعتقاد برخی سوء استفاده) گردید که در مراحل بعد توسط استودیوهای دیگر به‌عنوان کارتن اقتباس شده از سینما به تلویزیون مورد استفاده قرار گرفت.
اگرچه در حال حاضر اکثر استودیوهای انیمیشن از تکنولوژی‌های دیجیتال در محصولات خود بهره می‌جویند، هنوز سبک خاصی از انیمیشن وجود دارد که بستگی به فیلم دارد. در انیمیشن بدون دوربین، که توسط فیلم سازانی مانند نورمن مک لارن، لن لای و استان براک هیج مشهور گردید، تصاویر نقاشی شده و به‌طور مستقیم از قطعات فیلم گرفته شده و نهایتاً از طریق یک پروژکتور پخش می‌گردد.

## محل نمایش فیلم

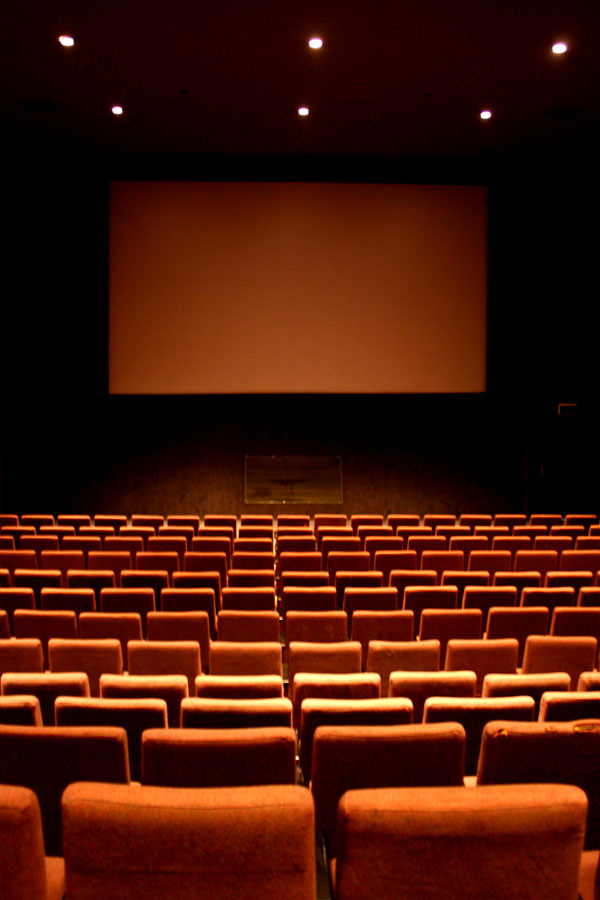
سالن سینما

پس از مراحل اولیه تولید، به‌طور عادی فیلم را در سینما تئاتر یا سینما به بینندگان نمایش می‌دهند. اولین سالن تئاتری که طراحی آن انحصاراً به‌عنوان سینما انجام شده بود در سال ۱۹۰۵ در پیترزبورگ، پنسیلوانیا گشایش یافت. در عرض چند سال هزاران سالن تئاتر مشابه ساخته شده یا تغییر کاربری یافت. این تئاترها در ایالات متحده به نام سینما تئاتر نیکلویئون نیکلودئون شناخته شدند. دلیل انتخاب این نام نیز آن بود که هزینه ورودی آن‌ها معادل یک نیکل (پنج سنت) بود.
به‌طور مرسوم، یک فیلم یک ارائه برجسته (یا فیلم برجسته) است. دو برجستگی فیلم عبارت‌اند از؛ «تصویر نوع A» با کیفیت بالا که توسط یک تئاتر مستقل به قیمتی مقطوع اجاره می‌شود، و «تصویر نوع B» با کیفیتی پایین که به صورت درصدی از درآمد خالص اجاره می‌گردد. امروزه، قطعات نمایشی که به‌عنوان پیش‌پرده فیلم‌ها (در تئاتر) نمایش داده می‌شوند شامل قطعاتی از فیلم‌های بعدی و تبلیغات پرداخت شده می‌گردد که همچنین با نام تریلرها یا «توینتی» شناخته می‌شوند.
به صورت کلی ساخت تمام فیلم‌ها برای نمایش در سینما تئاترها انجام می‌گیرد. توسعه تلویزیون باعث گردید تا فیلم‌هایی که دیگر در سینما تئاترها قابل نمایش نبودند برای گروه بیش‌تری از بینندگان نمایش داده شوند. از سوی دیگر فناوری ضبط فیلم نیز مصرف‌کنندگان را قادر ساخت تا کپی فیلم‌ها را به صورت‌های نوار ویدئو یا دی وی دی و فرم‌های قدیمی‌تر آن یعنی دیسک لیزری، سی دی و سلکتا ویژن، را خریده یا اجاره نمایند. از سوی دیگر دانلود کردن از روی اینترنت نیاز به‌عنوان منابع درآمد شرکت‌های فیلم‌ساز آغاز و مورد بهره‌برداری عموم قرار گرفت. در حال حاضر برخی فیلم‌ها مشخصا برای این روش‌ها به‌عنوان فیلم تلویزیونی یا فیلم ویدئویی ساخته می‌شوند. البته کیفیت این فیلم‌ها در مقایسه با فیلم‌های ساخته شده برای نمایش در سینما پایین‌تر ارزیابی می‌گردد؛ و به‌راستی که برخی اوقات فیلم‌هایی که از سوی استودیوها رد می‌شوند را در این بازارها عرضه می‌نمایند.
سینما تئاترها به‌طور متوسط ۵۵٪ درآمد فروش بلیت خود را به‌عنوان هزینه اجاره فیلم به استودیوهای فیلم‌ساز می‌پردازند. البته در صد اصلی با رقم‌های بالاتر از این حد آغاز شده و در طی زمان نمایش به‌عنوان تشویق سالن‌ها به ادامه نمایش، کاهش می‌یابد. در هر صورت، تقاضای امروزی تنها این اطمینان را می‌دهد که اکران فیلم‌هایی که بازاریابی قوی بر روی آن‌ها انجام یافته، در سینما تئاترهای درجه یک، کمتر از ۸ هفته دوام بیاورد. فقط تعداد انگشت‌شماری فیلم در سال این قاعده را می‌شکنند. این نوع فیلم‌ها معمولاً در ابتدا به صورت محدود در چند سالن توزیع شده و در واقع بر اثر تعاریف مثبت بین مردم و منتقدان، رشد می‌یابند. بر پایه تحقیق صورت گرفته توسط شرکت ابن امرو در سال ۲۰۰۰، حدود ۲۶٪ درآمد بین‌المللی استودیوهای هالیوود از طریق فروش بلیت در گیشه؛ ۴۶٪ از فروش فیلم بر روی نوارهای وی اچ اس و دی وی دی به مصرف‌کنندگان و ۲۸٪ از تلویزیون (پخش کابلی و پرداخت پس از رویت) حاصل می‌گردد.

## توسعه فناوری فیلم
نوار فیلم شامل مواد سلولوئید شفاف، پلی استر، یا استات فیلم پایه بوده که با لایه‌ای از امولسیون حاوی مواد شیمیائی سبک و حساس پوشانیده شده است. ابتدائی‌ترین نوع فیلم که برای ضبط تصاویر متحرک مورد استفاده قرار گرفت از جنس نیترات سلولز بود که بعدها به دلیل خاصیت اشتعال‌زایی جای خود را به انواع مواد مطمئن‌تر داد. عرض نوار و نوع فیلم برای تصاویر ضبط شده بر روی حلقه آن نیز دارای تاریخچه‌ای غنی است. اگرچه هنوز هم فیلم‌های تجاری عظیم را بر روی نوارهای ۳۵ میلی‌متری تهیه و به بازار عرضه می‌کنند.
در آغاز فیلم‌های تصویر متحرک را در سرعت‌های متفاوت تهیه و توسط دوربین‌ها و پروژکتورهای هندلی پخش می‌نمودند؛ اگر چه استاندارد سرعت فیلم صامت ۱۶ فریم در ثانیه است، تحقیقات موید آنست که سرعت فیلم‌برداری اکثر فیلم‌ها بین ۱۶ تا ۲۳ فریم در دقیقه بوده و حداکثر در ۱۸ فریم در ثانیه نمایش داده می‌شدند (معمولاً حلقه‌های فیلم حاوی دستورالعملی بودند که نشان می‌داد چه صحنه‌هایی را باید با چه سرعتی نمایش بدهند)  در اواخر دهه ۱۹۲۰ و هم‌زمان با معرفی فیلم‌های صدادار، سرعت فیلم‌ها نیز می‌بایست جهت هماهنگی آن با صدا، ثابت می‌گردید؛ بنابراین سرعت ۲۴ فریم در ثانیه را به دلیل این‌که پایین‌ترین (و طبعاً ارزان‌ترین) سرعت متناسب با ارائه کیفی صوت محسوب می‌گشت را برگزیدند. از اواخر قرن نوزدهم بهبودهای فنی شامل مکانیزه شدن دوربین‌ها که امکان فیلم‌برداری با سرعت ثابت را فراهم می‌نمود، دوربین‌های بی‌صدا که امکان ضبط صدا در صحنه و بدون نیاز به بالونهای هوائی بزرگ برای پوشش دوربین را در اختیار قرار می‌دادند، اختراع انواع پیچیده‌تر نوارهای فیلم و لنزها برای مدیران فیلم‌برداری امکان ساخت فیلم حتی در ضعیف‌ترین شرایط را فراهم می‌آورد. درهمین راستا، پیشرفت صدای هم‌زمان نیز باعث گردید تا بتوان صدا را کاملاً متناسب با سرعت فضای صحنه مورد نظر ضبط نمود. همچنین می‌توان صدا را به‌طور جداگانه از فیلم‌برداری تهیه نمود، ولی برای تهیه فیلم‌های اکشن زنده بسیاری از قسمت‌های صدا را معمولاً به صورت هم‌زمان ضبط می‌نمایند.
از زمانی‌که تکنولوژی به‌عنوان اساس عکاسی پیشرفت نمود، به‌عنوان یک رسانه، محدود به تصاویر متحرک نمی‌گردد. در حال حاضر می‌توان توالی پیش‌رونده تصاویر ثابت را به شکل نمایش اسلاید نمایش داد. نمایش فیلم همچنین با فناوری چند رسانه همگام گردیده و اغلب به‌عنوان سند اولیه تاریخی مطرح می‌شود؛ ولی به هر حال، فیلم‌های تاریخی مشکلاتی از باب حفظ و نگهداری دارند که در این راستا، صنعت سینما در حال کشف روش‌های زیادی است. اکثر فیلم‌های ضبط شده بر روی نوار نیترات سلولز بروی فیلم‌های مدرن و ایمن کپی گردیدند. برخی استودیوها جهت حفظ فیلم‌های رنگی از شیوه جداسازی کلی استفاده می‌نمایند. در این روش سه نگاتیو سیاه و سفید که هر کدام در معرض گذراندن نور از فیلترهای رنگی قرمز، سبز و آبی (لزوماً یک روش معکوس پردازش تکنی‌کالر) قرار می‌گیرند. روش‌های دیجیتال نیز جهت بازیابی فیلم به کار گرفته می‌شوند، اگرچه کهنه شدن زودهنگام این متدها باعث گردیده که انتخاب آن‌ها (از سال ۲۰۰۶) برای مقاصد حفظ فیلم، به ندرت انجام پذیرد. حفظ و نگه‌داری فیلم از پوسیدگی و خرابی هم باعث نگرانی مورخان فیلم و مسئولان بایگانی از یک سو و شرکت‌هایی که تمایل به حفظ آثار فعلی خود برای دستیابی نسل‌های آینده به آن‌ها (و بالطبع افزایش درآمد) دارند، از سوی دیگر گردیده است. نظر به نرخ بالای خرابی فیلم‌های رنگی نیترات و تک نوار، مسئله نگاه‌داری این نوع فیلم‌ها نگرانی بیشتری را ایجاد می‌نماید؛ با در نظر گرفتن روش‌های نگهداری و استفاده صحیح، فیلم‌های سیاه و سفید در بسته‌های ایمنی و فیلم‌های رنگی در مواد چاپی اشباع شده تکنیکالر بهتر نگه داشته می‌شوند.
در دهه‌های اخیر، برخی فیلم‌ها با استفاده از فناوری‌های آنالوگ ویدئو ضبط شده‌اند که شبیه آنچه در تلویزیون استفاده می‌شود می‌باشند. تکنیک‌های مدرن دوربین‌های دیجیتال ویدئو نیز جای خود را باز نموده‌اند. این روش‌ها باعث افزایش بی‌حد سود فیلم‌سازان گردیده‌اند، زیرا می‌توان فوت بیش‌تر طول فیلم را بدون معطلی جهت پردازش فیلم ذخیره شده، ارزیابی و اصلاح کرد. اما هنوز مرحله انتقال بطیء بوده و از سال ۲۰۰۵ اکثر فیلم‌های اصلی سینما را نیز هنوز بر روی فیلم ضبط می‌نمایند.
امروزه با توسعه تکنولوژی‌های نوین الکترونیکی، دیگر نیازی به صرف هزینه زیاد و تولید و تکثیر فیلم به صورت دی وی دی یا سی دی جهت معرفی به بینندگان و فروش آن‌ها نیست. با کمک سیستم‌های مشابه چاپ بنابر تقاضا کتاب، نسخه سی دی یا دی وی دی فیلم به محض سفارش آن در وب سایت‌های مخصوص فروش فیلم مانند آمازون تولید و به آدرس خریداران ارسال می‌گردد. بدین ترتیب دیگر نیازی به اتلاف تعداد زیاد سی دی و دی وی دی و فضای نگهداری برای آن‌ها نبوده، همچنین در صورت وجود اشکالات موردی این محصولات بدون صرف هزینه خاصی و در زمان کوتاه قابل اصلاح می‌باشد. به تازگی امکان معرفی و توزیع فیلم‌های ایرانی نیز با این روش توسط شرکت آمازون فراهم گردیده است.

## پایایی و دوام فیلم‌ها
عمر فیلم از زمان ظهور به حدود یک سده می‌رسد؛ به‌هرحال این زمان را اگر با عمر هنرهای دیگر از قبیل نقاشی یا مجسمه‌سازی مقایسه کنیم چندان زمان طولانی به نظر نمی‌آید. در سال‌های ابتدائی دهه ۱۹۵۰، یک «تهدید» که توسط تلویزیون ایجاد شده بود تشخیص داده شد، به ویژه هنگامی که اف سی سی اقدام به گسترش تلویزیون در سال ۱۹۵۲ و در طی گسترش امتیاز تلویزیون خود نمود. مجلات تجاری مقالاتی در باب «مرگ تئاترهای محلی» به چاپ رسانیدند. با این حال، در زمان حاضر بسیاری اعتقاد دارند که فیلم هنری ماندگار و پایاست زیرا تصاویر متحرک قابلیت ایجاد تغییرات در احساسات آدمی را دارا هستند.
صرف‌نظر از هنجارهای جامعه و تغییرات فرهنگی، هنوز هم شباهت‌های نزدیکی بین نمایش‌نامه‌های تئاتر کهن و فیلم‌های امروزی مشهود است. سینمای عشقی دربارهٔ دختری که عاشق مردی است که به هر دلیل نمی‌تواند با او باشد، فیلم‌هایی دربارهٔ یک قهرمان که در برابر تمام بدی‌های یک دشمن شیطان صفت قدرتمند می‌جنگد، کمدی‌هایی در خصوص زندگی روزمره و غیره تماماً دارای زمینه‌هایی با موضوعات مشترک که در کتاب‌ها، نمایش‌نامه‌ها و دیگر مکان‌ها آمده، هستند.

## انواع تصاویر متحرک
- فیلم سینمایی

فیلم‌هایی که مخصوص نمایش در سینماها ساخته می‌شوند.
- فیلم ویدئویی

فیلم‌هایی که به صورت ویدئویی عرضه می‌شوند و بودجه خیلی کمی نسبت به فیلم‌های سینمایی دارند.
این فیلم‌ها در گذشته به صورت کاست‌های VHS عرضه می‌شدند ولی امروزه معمولاً به صورت DVD عرضه می‌شوند.
- فیلم تلویزیونی (تله فیلم)

تله فیلم‌ها فیلم‌هایی هستند که مخصوص پخش از شبکه‌های تلویزیونی ساخته می‌شوند و یک شبکه تلویزیونی هزینه‌های تولید آن را به عهده می‌گیرد.
در تله فیلم به موضوع، بیشتر از جلوه‌های تصویری اهمیت داده می‌شود و بودجه آن بسیار محدود است.
- فیلم کوتاه

فیلم‌های کوتاه معمولاً زمانی بین ۳۵ ثانیه تا ۳۵ دقیقه دارند و بر روی یک موضوع خاص تمرکز می‌کنند.
- سریال سینمایی

قبل از تلویزیون، زمانی که شبکه تلویزیونی وجود نداشت، سریال‌ها به صورت سینمایی نمایش داده می‌شدند، تماشاگران هر چند مدت (معمولاً هر هفته) یک بار به سینما می‌رفتند و یک قسمت از سریال را می‌دیدند.
این سریال‌ها بیشتر در دهه چهل میلادی رواج داشتند و معمولاً بین ۱۰ تا ۲۰ قسمت داشتند.
سریال‌های سینمایی امروزه کاملاً منسوخ شده‌اند.
- سریال تلویزیونی

سریال‌های تلویزیونی سریال‌هایی هستند که مخصوص پخش از شبکه‌های تلویزیونی ساخته می‌شوند و قسمت‌های آن معمولاً به صورت روزانه یا هفتگی از یک شبکه پخش می‌شوند.
- سریال ویدئویی

این سریال‌ها از تلویزیون پخش نمی‌شوند و به صورت ویدئویی عرضه می‌شوند.
معمولاً این سریال‌ها زیاد با چهارچوب مقررات تلویزیون جور نیستند.
در ایران به مجموعه این سریال‌ها شبکه نمایش خانگی می‌گویند.
- سریال اینترنتی

این سریال‌ها نیز مانند سریال‌های ویدئویی هستند با این تفاوت که به صورت اینترنتی منتشر می‌شوند.
سریال‌های اینترنتی با کیفیت WEB-DL در سایت‌های اینترنتی آپلود می‌شوند.
- پایلوت تلویزیونی

معمولاً قبل از ساخت سریال‌های تلویزیونی و اینترنتی، یک قسمت را به عنوان پایلوت پخش می‌کنند تا میزان واکنش‌های مثبت و منفی را نسبت به آن بسنجند.
اگر واکنش‌ها مثبت باشد، فصل اول سریال به‌طور کامل ساخته و منتشر می‌شود و مابقی فصل‌ها هم به موفقیت فصل قبل از خود بستگی دارند، اما اگر واکنش‌ها نسبت به پایلوت منفی باشد و موفقیتی کسب نکند، سریال کنسل می‌شود.
- قسمت سینمایی

قسمت‌های سینمایی، قسمتی از یک سریال هستند که در سینماها اکران می‌شوند و دو نوع دارند:
1. گاهی به منظور معرفی و نیز سنجش واکنش‌ها نسبت به سریال‌ها قسمت اول آن را در سینماها اکران می‌کنند.
2. گاهی قسمتی از یک سریال موفق را به عنوان یک فیلم با یک نام اختصاصی در سینماها اکران می‌کنند که معمولاً از ترکیب دو تا از بهترین قسمت‌ها ایجاد می‌شود، البته این نوع تقریباً منسوخ شده است.

- برنامه تلویزیونی

برنامه‌های تلویزیونی معمولاً به این صورت هستند که یک نفر به عنوان مجری جلوی دوربین برنامه را اجرا می‌کند، معمولاً برنامه‌ها در بعد چهارم اجرا می‌شوند یعنی مجری مستقیماً با مخاطبان خود سخن می‌گوید.
برخی برنامه‌ها زنده هستند یعنی همزمان با ضبط، پخش می‌شوند.